# Научно-исследовательский институт растениеводства (Словакия)
Научно-исследовательский институт растениеводства (словац. Výskumný ústav rastlinnej výroby, VÚRV) — специализированное государственное научное учреждение в западнословацком городе Пьештяны, занимающееся исследованиями в области селекционных и землеустроительных технологий на территории Словакии.

## История
В 1951 году в селе Боровце (округ Пьештяны) Министерством сельского хозяйства был учреждён Областной ведомственный научно-исследовательский институт растениеводства, однако уже в конце того же года институт получил нынешнее наименование. В 1956 году институт переехал в город Пьештяны. С 1 января 2005 года в его состав вошли Научно-исследовательский институт травяной растительности и горного земледелия из города Банска-Бистрица и Областной научно-исследовательский институт агроэкологии из города Михаловце. Директором института с 1990 года является Тимотей Миштина.

## Ассоциированные институты
- Пьештянский институт селекционных технологий
- Пьештянский институт прикладной генетики и селекции
- Банско-Бистрицкий институт травяной растительности и горного земледелия
- Институт агроэкологии города Михаловце
- Исследовательско-селекционная станция в Боровцах
- Научно-селекционная станция в селе Вигляш-Пструша
- Научно-селекционная станция в Малом Шарише

## Внешние ссылки
Официальный сайт института